# Cloud9 (service provider)
Cloud9は、プログラム可能なSIMカード、SoftSIM、およびeSIMに無線でモバイルサブスクリプションを提供することに焦点を当てたモバイルネットワークオペレーターである。 彼らのサービスは、スマートフォンとIoTデバイスの両方で使用されている。

## バックグラウンド
Cloud9はもともとWire9 Telecom Plcが所有し、投資家兼通信スペシャリストであるLee Jonesが資金を提供して設立した後、ジョーンズが億万長者Romain Zaleskiに非公開で売却した。 それは、2007年にマン島 2010年に、ジブラルタル の周波数帯域 のライセンスを取得するよう、英国内のモバイルネットワークオペレータとして英国、ジブラルタルおよびマン島に設立された。 2011年頃には、ローミング料金を節約するために使用できるグローバルSIMカードを供給することにより重点を置くことが決定された。 ジブラルタルの周波数帯域ライセンスは別の会社に売却された。その事業は、コアネットワークをロンドンのテレハウスに移転し、BlueMango Technologies Ltdの子会社になった。
同社は英国に本社を置く非公開企業である。
Cloud9は数百万の「旅行用SIM」を出荷しています。 彼らは、旅行業者や通信再販業者にホワイトラベルサービスを提供することを選好する代わりに、エンドユーザーに提供しない。 すべてのSIMカードには、これらの再販業者のロゴが付いている。
さらに、同社は現在、SIMカードにネットワークおよび機能に登録する機能を提供するデジタル署名（「プロファイル」または「IMSI」）を提供している。 これらは、プログラム可能なリムーバブルUICC、SoftSIM、eSIMなどの動的SIMカードに無線でプロビジョニングできる。 彼らはGSM Associationのメンバーで、まもなくリリースされるeSIMのGSMA リモートSIMプロビジョニング標準に関与している。
リモートでプロビジョニングされるSIMはスマートフォンメーカー（SoftSIM）およびIoTデバイス（eSIM）で注目を集めている。
Cloud9は、上記に加えてホワイトラベルベースで旅行者向けにSIMもやはり販売し続けている。
そのモバイル国コードは234で、そのモバイルネットワークコードは18である。 TADIGコードはGBRC9である。
同社はOfcomによって次の英国番号範囲が割り当てられた。
4478722、4477000、4474409、4479782、4479783、および4475588。
2013年、彼らは英国のコアネットワークメーカーZynetix LtdのIPRを取得した。 これは、コアネットワーク（HLR / SMSC / GGSN / GMSCなど）に関する独自のIPRをすべて所有していることを意味し、コアネットワークコンポーネントを他社に提供する。 これにより、MVNEとしての販売を達成した。 Cloud9コアネットワークはさらに4G（HSS / PDG）をサポートする。
コアネットワークは、ロンドンのカナリーワーフ近くのテレハウスにあるCloud9サーバーでホストされている。 追加のコンポーネントは、レイテンシを最小限に抑え、スケーラビリティを提供するために、世界中のアマゾンウェブサービス施設でホストされている。
同社はRed Herring Top 100 Europe(en)のファイナリストに選ばれた。

## 参照資料
1. ↑  “Cloud9 plans Isle of Man debut in March”. www.telegeography.com. 2016年3月18日閲覧。
2. ↑  “GRA - Award of a third mobile telephony licence”. www.gra.gi. 2016年3月18日閲覧。